# Royal IV Brussels
Royal IV Brussels is een Belgische basketbalploeg uit Brussel. 

## Historiek
Royal IV Brussels met stamnummer 1423 ontstond in 2011 als herstart van Royal Atomia Brussels. Na drie promoties op rij bereikte Royal IV Brussels in het seizoen 2016-17 de Top Division Men 1 op het niveau waar het voormalige Atomia Brussels op zijn limieten botste. De club trok door financiële problemen de eerste ploeg terug en degradeerde vrijwillig naar de derde klasse voor het seizoen 2024/25.
De club gebruikte een zaal in het Sportcomplex van het Zuidpaleis met 2000 plaatsen tot het einde van het seizoen 2024/25. Het Zuidpaleis zou afgebroken worden voor de aanleg van een metrostation en de club verhuisde naar Salle Omnisport Fontainas.